# Dniprorudne
Dniprorudne (en ucraniano: Дніпрорудне; en ruso: Днепрорудное, romanizado: Dneprorudnoye) es una ciudad ucraniana perteneciente al óblast de Zaporiyia. Situada en el sur del país, forma parte del raión de Vasilivka y es centro del municipio (hromada) de Dniprorudne. Dniprorudne es la única ciudad minera del óblast de Zaporiyia.
La ciudad está ocupada por Rusia desde marzo de 2022 en el marco de la invasión rusa de Ucrania.

## Geografía
Dniprorudne se encuentra a orillas del río Dniéper, que ha sido represado para formar el embalse de Kajovka. La ciudad está situada a 54 km al sur de Zaporiyia.

## Historia
El lugar fue fundado en 1961 como una urbanización (asentamiento de tipo urbano) para albergar a trabajadores para la explotación de depósitos de mineral de hierro alrededor de Mala Biloserka y se llamó Dniprogrado (en ucraniano: Дніпроград) hasta 1964. La extracción de los depósitos comenzó en 1967 y, hasta el día de hoy, se extraen alrededor de 4 millones de toneladas de mineral de hierro cada año.
Dniprorudne tiene estatus de ciudad desde 1970.
Durante las primeras semanas de la invasión rusa de Ucrania, la ciudad fue capturada por el ejército ruso. El 13 de marzo de 2022, el gobierno ucraniano acusó al ejército ruso de secuestrar al alcalde de Dniprorudne, Yevhen Matvieyev. El 12 de abril de 2022, ocupantes rusos ocuparon las instalaciones del ayuntamiento y el departamento de policía.

## Demografía
La evolución de la población de Dniprorudne entre 1959 y 2022 fue la siguiente:
| 12 068                                                        | 16 997 | 22 773 | 21 054 | 20 301 | 19 479 | 19 051 | 18 468 | 17 736 |
| (Fuente: Cities & Towns of Ukraine y UKRAINE: Größere Städte) |        |        |        |        |        |        |        |        |

Según el censo de 2001, el 60,8% de la población son ucranianos, el 36,6% son rusos y el resto de minorías son principalmente bielorrusos (0,7%). En cuanto al idioma, la lengua materna de la mayoría de los habitantes, el 53,49%, es el ruso; del 45,9% es el ucraniano.

## Economía
La principal actividad económica de la ciudad es la minería del hierro. Sus yacimientos tienen una cantidad de hierro de hasta el 68%, únicos de su tipo en Europa y sólo comparables con algunos encontrados en Argentina y Brasil.

## Infraestructura

### Transporte
Las carreteras regionales y territoriales P37, T 0817 pasan por la ciudad, así como el ferrocarril mediante la estación de Kajovske More (a 2 km). La ciudad tiene un puerto fluvial en el río Dniéper.

## Galería

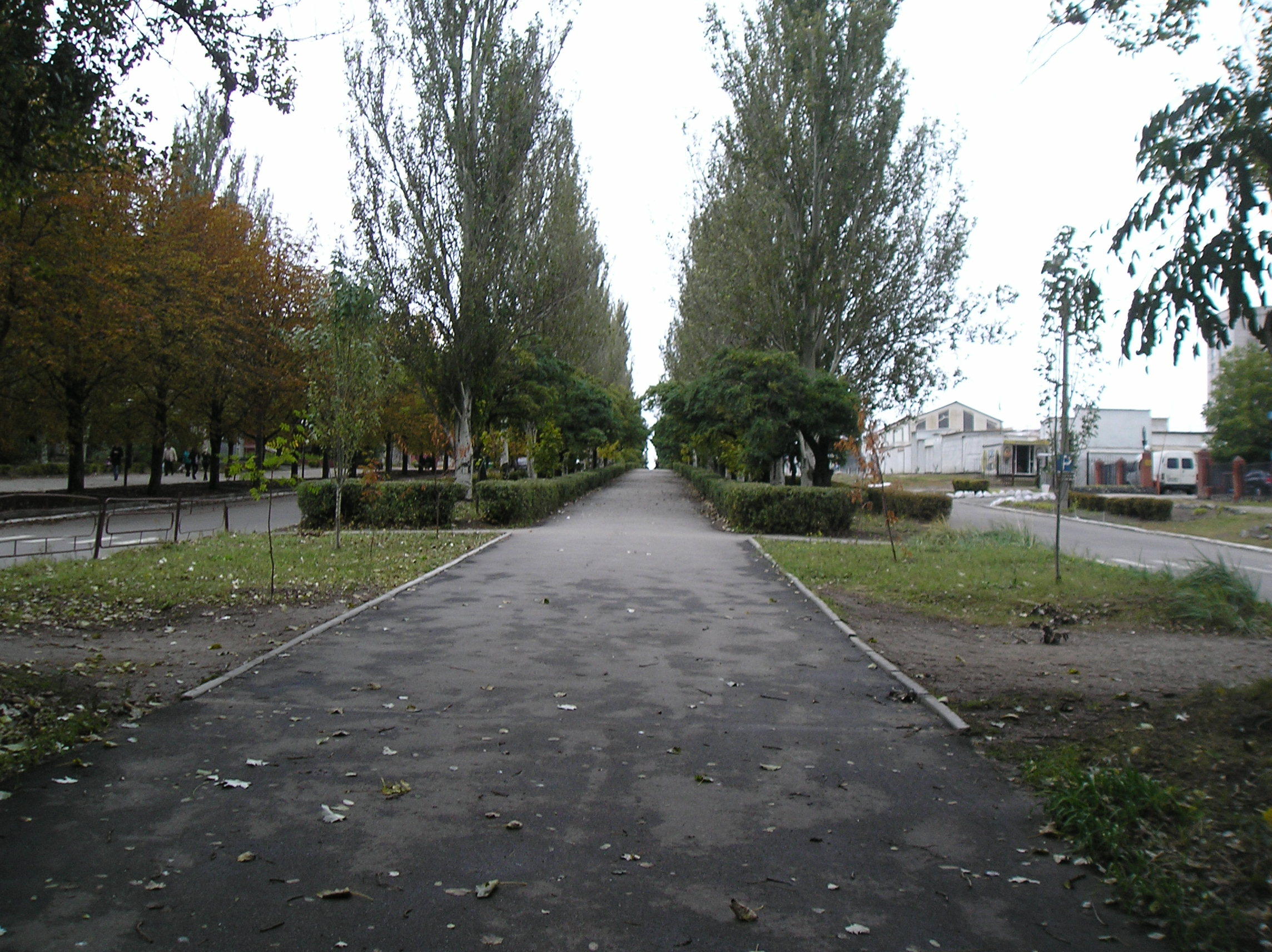
Avenida central de Dniprorudne
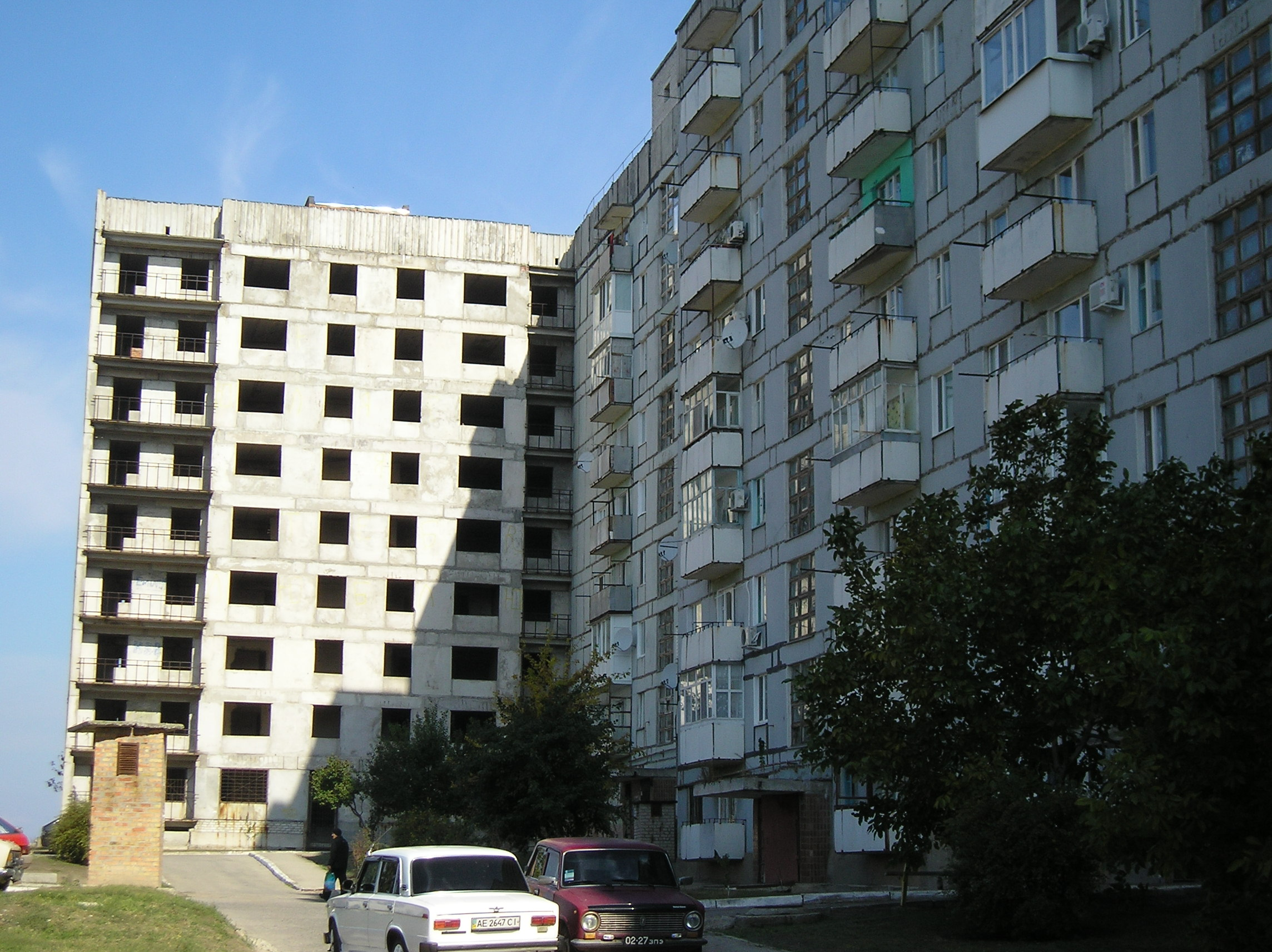
Bloques de pisos
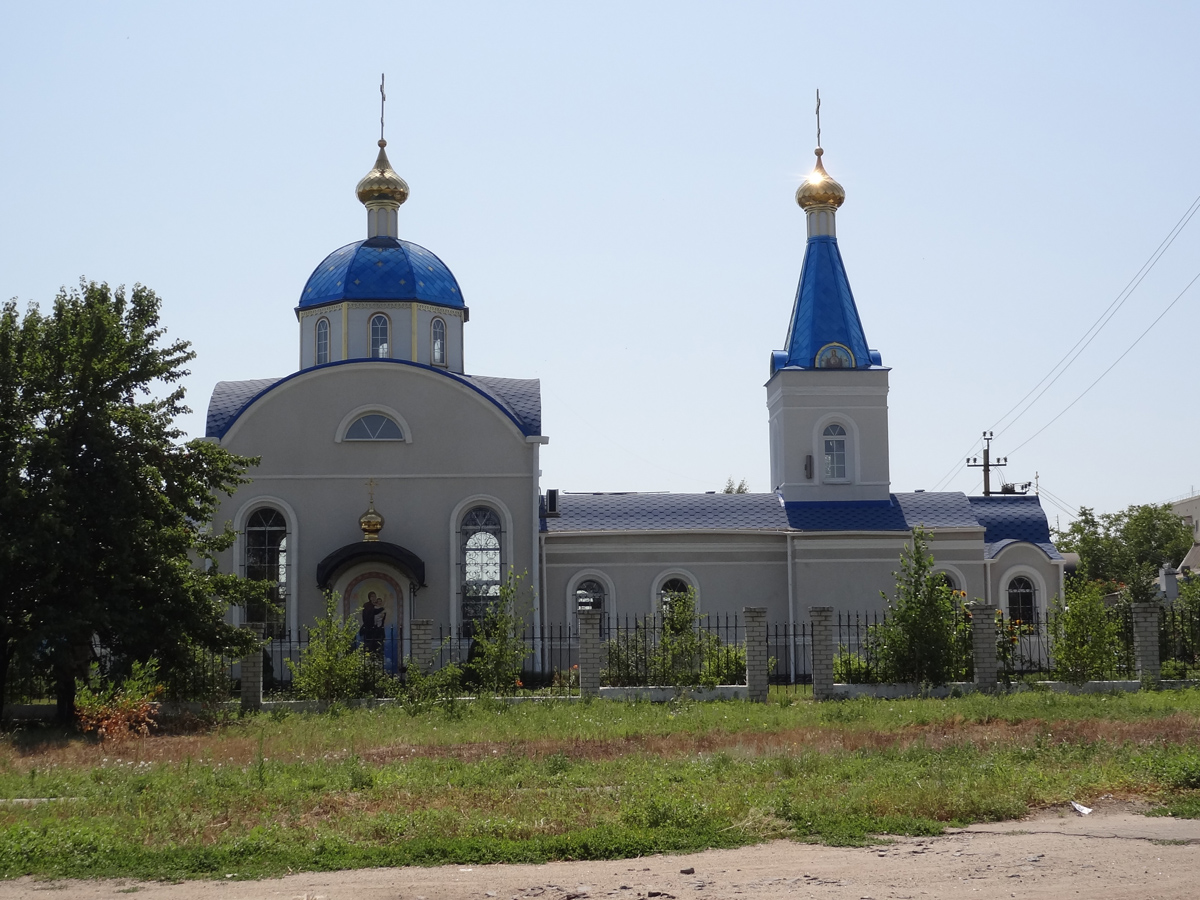
Iglesia de la Dormición
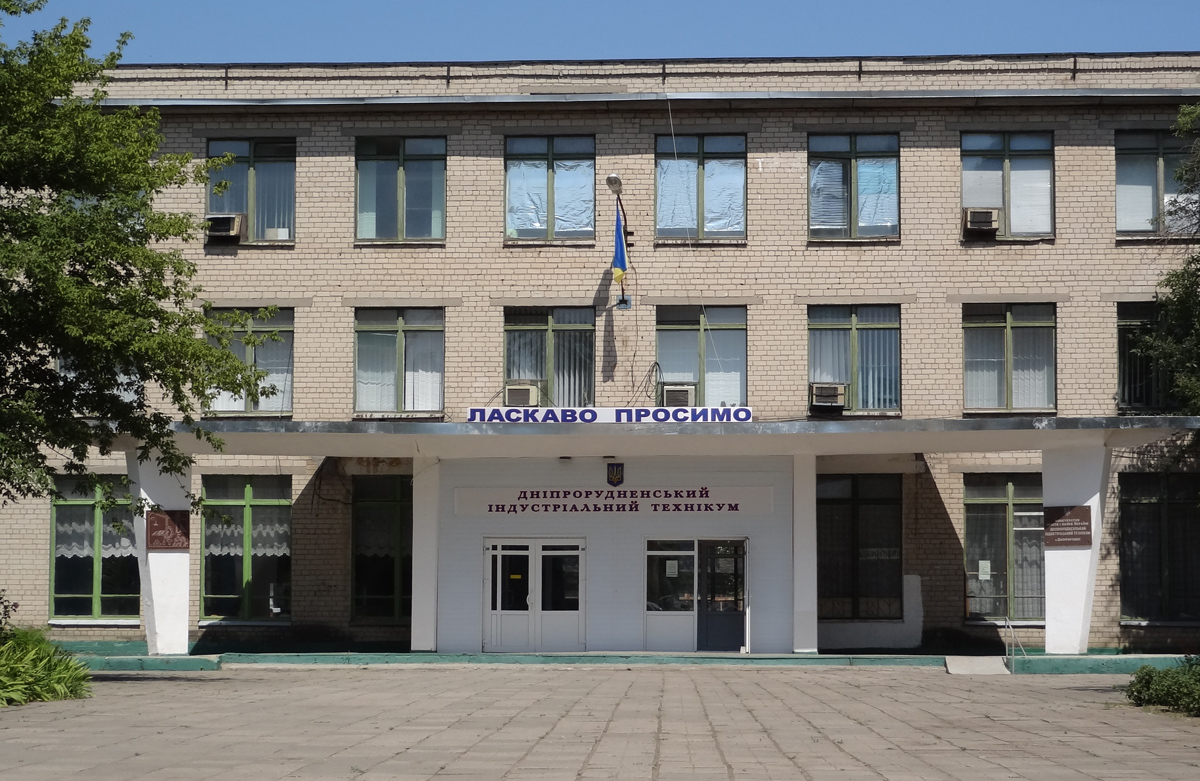
Instituto de formación industrial
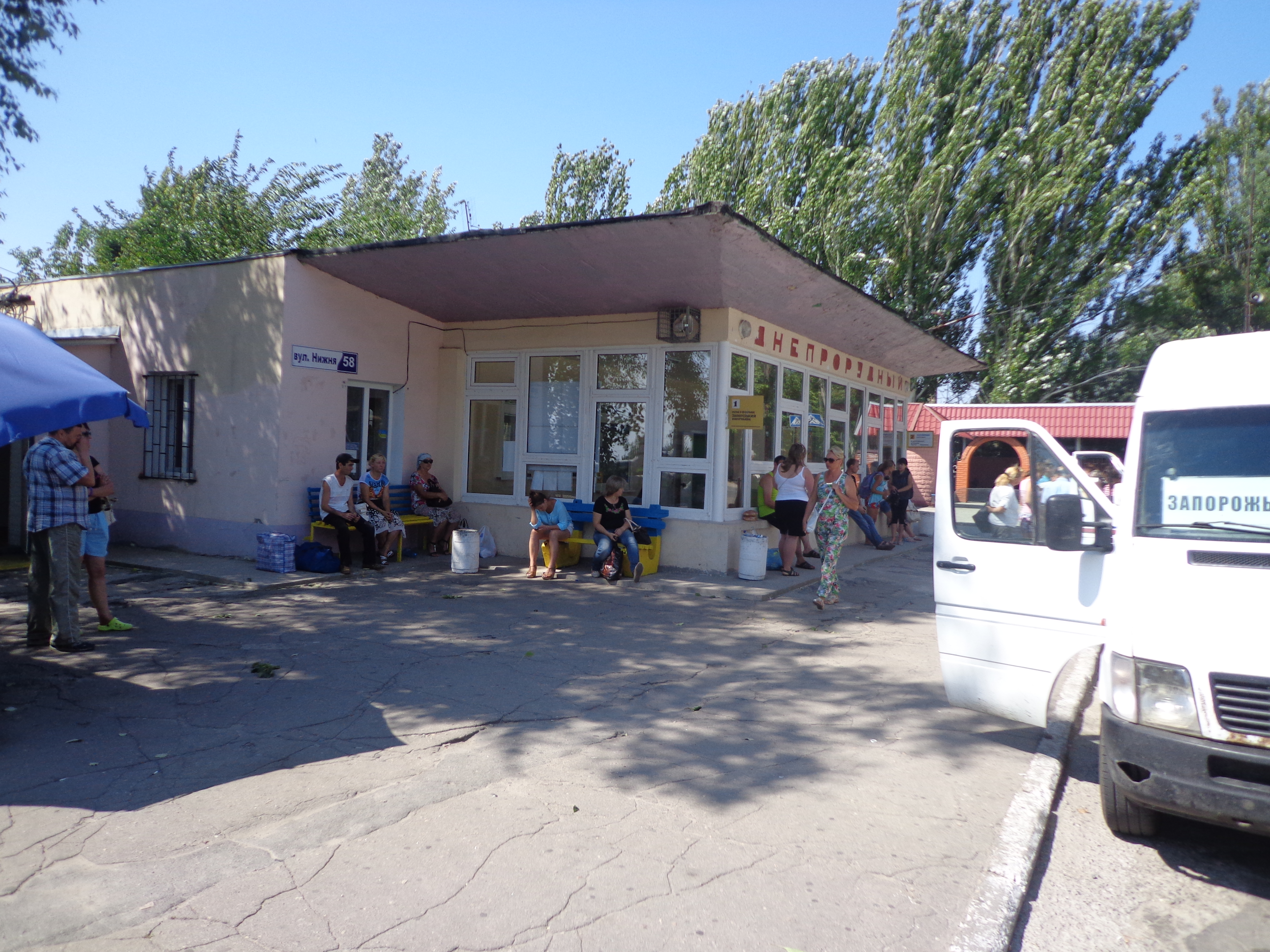
Estación de bus
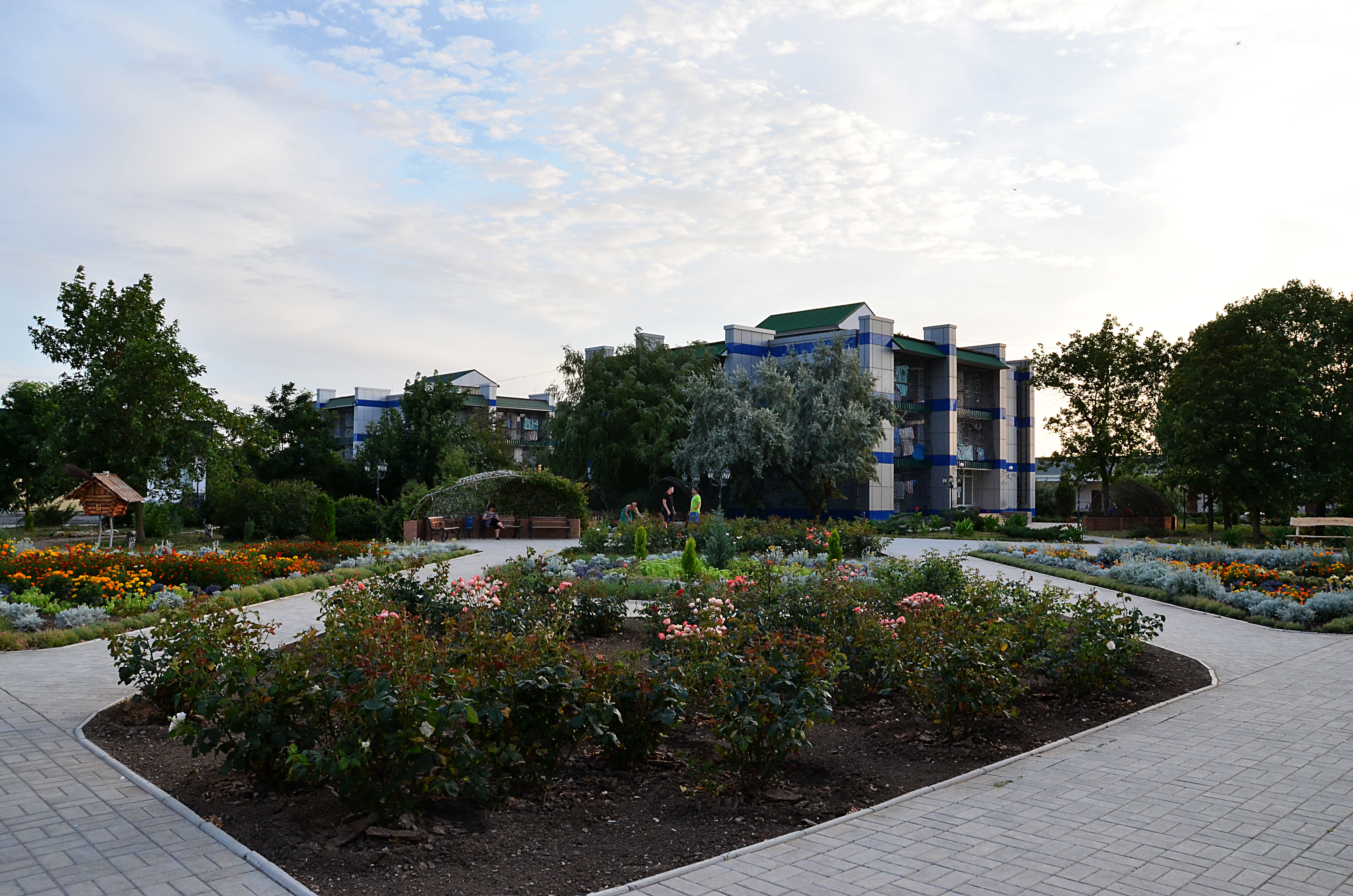
Parque